# 北諾維奇 (英國國會選區)
北諾維奇（英語：Norwich North），英國國會一自治市選區，包括英格蘭東部諾福克郡諾里奇北部和布羅德蘭區一小部。始設於1950年。
本區為保守黨和工黨爭持的選區。循2009年補選勝出的保守黨人克羅伊·史密斯在2010年大選中以40.6%選票勝出該區連任。